# Tacrina
La tacrina è un inibitore reversibile dell'acetilcolinesterasi attivo a livello del sistema nervoso centrale (SNC) e impiegato nel trattamento della malattia di Alzheimer. È stata, nel 1993, il primo inibitore dell'acetilcolinesterasi ad essere approvato dalla Food and Drug Administration FDA per il trattamento della malattia di Alzheimer e fu commercializzata col nome di Cognex. La tacrina è stata sintetizzata per la prima volta da Adrien Albert dell'Università di Sydney. L'impiego della tacrina è stato limitato dalla scarsa biodisponibilità orale, dalla necessità di 4 somministrazione giornaliere e dai gravi effetti collaterali da cui era gravata.

## Farmacodinamica
Nel sistema nervoso centrale la tacrina si lega reversibilmente, inattivandolo, all'enzima acetilcolinesterasi e determina un incremento delle concentrazioni di acetilcolina a livello sinaptico. Questa sua azione può favorire la normale attività del sistema colinergico che, nel morbo di Alzheimer, risulta alterata, poiché avviene la desensibilizzazione o la perdita dei neuroni colinergici a causa della marcata neurodegenerazione.

## Farmacocinetica
Dopo somministrazione per via orale la tacrina viene rapidamente assorbita dal tratto gastroenterico. La biodisponibilità della molecola si aggira intorno al 17% e la contemporanea assunzione di cibo ne riduce la disponibilità del 30% circa. La concentrazione plasmatica massima (Cmax) si raggiunge a distanza di 1-2 ore (Tmax) dall'assunzione. Lo steady-state viene raggiunto entro 36 ore. Il volume di distribuzione è di circa 349 litri. Il 55% del composto si lega alle proteine plasmatiche. Nell'organismo la tacrina è ampiamente metabolizzata dal sistema del citocromo P450, particolarmente grazie all'isoenzima CYP1A2. Ne consegue che i farmaci che inibiscono o inducono questo isoenzima possono aumentare o diminuire, rispettivamente, le concentrazioni plasmatiche
di tacrina. L'emivita di eliminazione varia tra 2 e 4 ore.

## Usi clinici
La tacrina è stata il prototipo dell'inibitore dell'acetilcolinesterasi per il trattamento della malattia di Alzheimer lieve o moderata. Studi clinici avevano scoperto che poteva avere un lieve effetto benefico sulla cognizione ed altre misurazioni cliniche come le scale ADAS-Cog ed ADCS-ADL, ma il numero di dati della sperimentazione era esiguo e la rilevanza clinica di queste scoperte poco chiara.

## Effetti collaterali e indesiderati
Gli eventi avversi più comunemente riportati durante il trattamento sono stati a carico dell'apparato gastrointestinale (dispepsia, perdita di appetito, nausea, vomito, flatulenza, dolore addominale, diarrea o stipsi) e del sistema nervoso (vertigini, cefalea, agitazione psicomotoria, confusione mentale, tremore, insonnia o sonnolenza, atassia, depressione, ansia, allucinazioni, convulsioni. 
È stata segnalata anche incontinenza urinaria ed epatotossicità.
Un incremento dei livelli dell'enzima ALT (alanina amminotransferasi si verifica in circa il 50% dei pazienti trattati con tacrina, e nella maggior parte dei casi ciò avviene entro le prime 12 settimane di trattamento. Tuttavia in letteratura medica è riportato il caso di un paziente in cui tale incremento si è registrato a distanza di circa 80 settimane.
Anche a causa di questi importanti effetti avversi inibitori dell'acetilcolinesterasi più recenti, quali il donepezil sono oggi preferiti alla tacrina.

## Controindicazioni
Il farmaco è controindicato nei soggetti con ipersensibilità nota al principio attivo, a composti chimicamente correlati oppure ad uno qualsiasi degli eccipienti contenuti nella formulazione farmaceutica.

## Dosi terapeutiche
La dose iniziale di tacrina è pari a 40 mg al giorno, suddivisi in 4 assunzioni di 10 mg, per un minimo di 4 settimane. Questo dosaggio deve essere mantenuto e non dovrebbe essere aumentato durante tutta questa fase per il rischio potenziale di un aumento ritardato delle concentrazioni degli enzimi epatici. In caso di risposta clinica insoddisfacente il dosaggio può essere aumentato di ulteriori 40 mg al giorno, sempre suddivisi in 4 assunzioni, fino alla dose massima globale pari a 160 mg/die.

## Interazioni
- Fluvoxamina: questo antidepressivo è un noto inibitore del citocromo P450, isoenzima CYP1A2, Pertanto la contemporanea somministrazione di fluvoxamina e tacrina comporta un incremento delle concentrazioni plasmatiche dell'anticolinesterasico.[15][16]
- Cimetidina: la terapia di associazione tra tacrina e cimetidina comporta un incremento delle concentrazioni plasmatiche della prima. La cimetidina è infatti un inibitore non specifico del sistema enzimatico citocromo P450.[17]
- Terapia sostitutiva ormonale con estradiolo e levonorgestrel: il trattamento concomitante con tacrina incrementa in modo significativo le concentrazioni plasmatiche di quest'ultima.[18]